# Wafaa Dika Hamze
Wafaa Dika Hamze, Wafaa Diqah Hamzé (ur. w 1937 w Baalbeku) – libańska działaczka społeczna, feministyczna i polityczna, szyitka. Ukończyła nauki rolnicze na Uniwersytecie Amerykańskim w Bejrucie. Pracowała w libańskim ministerstwie rolnictwa. Była też przedstawicielką FAO w Libanie. W latach 2004–2005 pełniła stanowisko sekretarza stanu ds. parlamentarnych w rządzie Umara Karamiego. Wafaa Dika Hamze i Leila as-Sulh Hamade były pierwszymi kobietami, będącymi członkami rady ministrów Republiki Libańskiej.